# Казанська операція
Казанська операція — бойові дії 5-ї армії та Арської групи 2-ї армії Східного фронту РСЧА проти сил Народної армії КОМУЧ за контроль над Казанню у вересні 1918 року.

## Бої під Свіязьком. Підготовка до контрнаступу РСЧА
Поразка під Казанню поставила Радянський уряд у тяжке становище. Було втрачено Поволжя, відрізані Середня Азія та Сибір. Радянське керівництво поставило завдання перед Східним фронтом відбити місто в щоби не сталось.
Використовуючи поповнення, командування Східного фронту сформувало в районі на захід від Казані Правобережну та Лівобережну групи.
12-13 серпня війська груп перейшли в наступ і вийшли на підступи до Казані, але в результаті контрударів були відкинуті на вихідні позиції.
16 серпня Лівобережна та Правобережна групи були об'єднані в 5-у армію (ком. Славен).
Було розроблено загальний план взяття Казані. За планом головний удар завдали війська 5-ої армії, які мали із заходу наступати на місто по обидва береги Волги. Правобережній групі поставили завдання опанувати правий берег Волги в районі Казані. Лівобережна група, як найбільш численна, мала завдати удару вздовж залізничного полотна і власне захопити Казань. Допоміжний удар із півночі завдавала Арська група 2-ї армії.
Протягом наступного тижня під Казань прибули підкріплення: 1-й Московський, 2-й та 6-й Петроградські, Оршанський, Староросійський, 4-й Латиський полки та дві роти з'єднаних соціалістичних загонів при ВЦВК.
Також під Казань прибула Волзька військова флотилія (2 плавбатареї та 12 кораблів і суден), посилена трьома міноносцями типу «Міцний» з Балтики та 16 літаків. Пізніше у розпорядження Реввійськради 5-ї армії було передано бронепоїзди «Вільна Росія» та «Стенька Разін».
У головний штаб Східного фронту РСЧА, розташований у Свіяжську, прибув нарком у військово-морських справах Л. Д. Троцький. Троцький зміцнює дисципліну масовими розстрілами.
Зосередження червоних військ змусило командування Народної армії завдати превентивного удару.
27 серпня 1918 року під Казань був перекинутий загін В. О. Каппеля (4 тис. багнетів і шабель), який щойно відбив наступ 1-ї армії Тухачевського на Симбірськ. Каппель планував висадитися глибоко в тилу супротивника, захопити Свіяжськ та залізничний міст через Волгу, щоб перерізати комунікації червоних та змусити їх відійти від Казані. Частини Народної армії, що обороняли Казань, повинні були вдарити з фронту.
У ніч із 28 на 29 серпня білі війська висадилися біля Нижнього Услона, відкинули червоноармійські частини та вийшли до Свіяжська. Тут бої мали найзапекліший характер. Червоні підтягнувши резерви, завдали по загону Каппеля контрудар силами 1-го та 6-го Латиського стрілецького полку та Ржевського загону за підтримки бронепоїзда. Чисельна перевага червоних і слабка підтримка з фронту змусили Каппеля відмовитися від початкового плану і почати по тилах супротивника відхід до Казані. Під час цього рейду було внесено сум'яття в тилу червоних, зруйновано залізницю, захоплено трофеї, взято станцію Тюрлема, де мало не потрапив у полон Троцький, проте зірвати наступ більшовиків не вдалося.
У цей час знову ускладнилася ситуація під Симбірськом і загін Каппеля направили для його оборони.
У ніч на 31 серпня 1918 р. Волзька флотилія на чолі з «Міцним», на якому знаходилися командувач флотилією Ф. Ф. Раскольников і Л. Д. Троцький, непомітно пройшла повз батареї за Верхній Услон і несподівано обстріляла базу білих, викликавши пожежу на пароплавах і баржах, що стояли там, і викликавши паніку серед частин противника. У гарматній перестрілці флотилія червоних зазнала втрат: 1 канонерський човен затонув, 2 інших і 1 міноносець вибули в довготривалий ремонт, а ще один міноносець, що залишився в строю, був серйозно пошкоджений.

## Взяття Казані військами РСЧА
Перед початком наступу на Казань сили Червоної Армії включали:
- Правобережну групу 5-ї армії РККА (3,5 тис. чол., 16 гармат і 55 кулеметів) — відповідно до плану операції, спільно з Лівобережною групою завдавала головного удару по місту із заходу вздовж правого берега Волги[3] ;
- Лівобережну групу 5-ї армії РККА (4 тис. чол., 19 гармат, 58 кулеметів) — відповідно до плану операції, спільно з Правобережною групою завдавала головного удару по місту із заходу вздовж лівого берега Волги[3] ;
- Арську групу зі складу 2-ї армії РСЧА (командир В. М. Азін, 3,5 тис. чол., 6 гармат і 30 кулеметів) — завдавала допоміжного удару з північного сходу вздовж річки Казанка[3].
- дії військ підтримували 9 кораблів Волзької військової флотилії та 12 літаків[2].

Всього: 11 тисяч багнетів і шабель,143 кулемети.
Казанська угруповання Народної Армії спочатку налічувала близько 6 тис. багнетів і шабель, але після відходу загону Каппеля до Симбірська її чисельність склала 2,5 тисячі багнетів і шабель, 33 гармати, 85 кулеметів.
5 вересня 1918 року після артилерійської підготовки розпочався загальний наступ 5-ї армії Східного фронту на Казань. Судна Волзької річкової флотилії спустилися за течією, підтримавши вогнем частини, що настають і вступивши в перестрілку з артилерійськими батареями противника. В артилерійській дуелі з трьома артилерійськими батареями білих загинули озброєні пароплави «Дельфін» та «Ташкент» (при цьому комендори «Ташкента» продовжували вести вогонь із кормової зброї, поки судно не затонуло).
До 7 вересня 1918 року Правобережна група РККА вийшла до Волги, Лівобережна група РККА зайняла села Червона Гірка, Тура, Біла, Аракчино, Суха Річка і вийшла на рубіж річки Казанка, а Арська група зайняла села Кіндери та Малі Ікла.
Також, 7 вересня 1918 року два літаки РСЧА, якими управляли льотчики Столярський і Свинарев, з висоти 500 м під рушнично-кулеметним вогнем скинули бомби на позиції супротивника в Казані.
8 вересня Лівобережна група РККА зайняла Порохову та Ігумнову слободи та село Савинове.
9 вересня 1918 року частинами РСЧА були зайняті села Верхній та Нижній Услон та панівна над містом висота. Звідси на позиції білих почали вести вогонь 15 гармат. Під прикриттям артилерійського вогню чотири канлодки Волзької флотилії («Ольга», «Олень», «Коновод» та «Меркурій») придушили кулеметним вогнем розрахунки артилерійських батарей білих та висадили на пристані десант із 60 осіб підкомандуванням комісара флотилії. Річка Маркіна, Який відкинув сили противника в місто, утримував пристань протягом години, але після того, як з міського кремля по десанту та кораблям був відкритий сильний артилерійський вогонь, десантники повернулися на кораблі, захопивши з собою замки від шести з восьми ворожих гармат. Втрати десанту були незначні.
Одночасно перейшли в настання частини РККА із Зеленого Дола. Їх підтримували вогнем міноносці, бронепоїзд та авіація. Особливо жорстокі бої йшли за залізничний вузол. Він кілька разів переходив із рук у руки.
У ніч із 9 на 10 вересня 1918 року міноносці «Прудкий» і «Ретивий» висадили ще один, більший десант — зведений батальйон солдатів і матросів.
Відбивши атаки червоних, вранці 10 вересня Степанов оголосив про евакуацію Казані. Сил Народної Армії, що чисельно поступалися супротивникові вчетверо, виявилося недостатньо для оборони міста. Їхні загони організовано залишили Казань. Разом з ними залишили місто кілька десятків тисяч людей, переважно представників інтелігенції, службовців, духовенства. 10 вересня спорожніле місто було взято червоними.
Як зазначив М. І. Лацис у телеграмі Г. І. Петровському, «Казань порожня, жодного попа, ні ченця, ні буржуя»
Після закінчення боїв у Казані трофеями Червоноармійців стали 2 бронепоїзди, 12 гармат, кулемети та склади з майном. За мужність і героїзм у боях 5-й латиський стрілецький полк був нагороджений Почесним революційним Червоним прапором ВЦВК, командир катера «Борець за свободу» — Почесним Червоним прапором ВЦВК, екіпаж канонерського човна «Ваня-комуніст» — Червоним прапором.
У наступні дні Волзька флотилія продовжувала переслідування Ками флотилії білих, що відходила до гирла, одночасно з цим підтримуючи настання військ Червоної армії. В результаті білі відступили до лінії Лаїшев — Чистополь — Симбірськ.